# Joel B. Green
Joel B. Green , Ph.D. é associado ao Centro Avançado de Estudos Teológicos e professor de interpretação do Novo Testamento no Fuller Theological Seminary em Pasadena, Califórnia ,Estados Unidos , e autor de numerosos livros, muitos dos quais estão relacionados com o Novo Testamento.

## Carreira
Green mantém os graus académicos de Bacharel em Ciência, conferido pela Universidade de Tecnologia do Texas, em 1978; Mestre em Teologia, recebeu em 1982 da Escola de Teologia Perkins, Universidade Metodista Meridional e Doutor em Filosofia pela Universidade de Aberdeen , Escócia , obtidos em 1985. 
De 1992 a 1997 foi Professor Associado de Interpretação do Novo Testamento no American Baptist Seminary of the West e do Graduate Theological Union, em Berkeley, Califórnia. Então 1997-2007 ele foi professor no Seminário Teológico Asbury, em Wilmore, Kentucky , reitor da Escola de Teologia, e reitor, antes de assumir o cargo de Professor de Interpretação do Novo Testamento no Seminário Teológico Fuller, em Pasadena, Califórnia.  
Ele serviu como presidente do Conselho da Sociedade de Literatura Bíblica e membro do conselho de administração do Instituto de Pesquisa Bíblica . 

## Publicações
Ele escreveu e editou cerca de trinta livros.  Incluem Dicionário de Jesus e os Evangelhos , O Evangelho de Lucas (um volume do Comentário Internacional New sobre o Novo Testamento), Jesus de Nazaré: Senhor e Cristo: ensaios sobre a Jesus histórico e do Novo Testamento cristologia , E sobre a alma?, Neurociências e Antropologia cristianismo " . 
Ele também escreveu muitos artigos e capítulos, tanto para o estudo acadêmico e para leitores em geral. Ele é o editor geral da Bíblia de Estudo Wesley. Ele também é o editor do Journal of interpretação teológica , e faz parte do conselho editorial de revistas como Ciência e Teologia e Ciência e Fé Cristã .  ` .